# Freyella kurilokamchatica
Freyella kurilokamchatica is een zeester uit de familie Freyellidae.
De wetenschappelijke naam van de soort werd in 1976 voor het eerst gepubliceerd door Korovchinsky.